# 47 Dywizja Piechoty (Imperium Rosyjskie)
47 Dywizja Piechoty (ros. 47-я пехотная дивизия) – dywizja piechoty Armii Imperium Rosyjskiego, w tym okresu działań zbrojnych I wojny światowej.

## Charakterystyka
W 1914 wchodziła w skład 16 Korpusu Armijnego. Sztab dywizji stacjonował w Saratowie. W tym czasie dywizja etatowo posiadała cztery pułki po cztery bataliony oraz brygadę artylerii polowej z 6 bateriami po 8 dział. Doświadczenie zdobyte podczas walk na frontach I wojny światowej  skutkowało zmianami organizacyjnymi. Zimą z 1916 na 1917 rozpoczęto reorganizację dywizji piechoty. Zredukowano liczbę batalionów z 16 do 12 i zmniejszono liczbę dział polowych na mniej aktywnych odcinkach frontu.

## Struktura organizacyjna
Organizacja w 1914
- 1 Brygada Piechoty (Saratów)
  - 185 Baszkadykłarski pułk piechoty (Saratów)
  - 186 Asłanduski pułk piechoty (Saratów)
- 2 Brygada Piechoty (Saratów)
  - 187 Awarski pułk piechoty (Carycyn)
  - 188 Karski pułk piechoty (Saratów)
- 47 Brygada Artylerii (Saratów)